# Epicauta tarasca
Epicauta tarasca es una especie de coleóptero de la familia Meloidae.

## Distribución geográfica
Habita en México.